# Chemin de fer gouvernemental de Chypre

Le chemin de fer gouvernemental de Chypre (anglais : Cyprus Government Railway ou CGR) est un ancien réseau ferroviaire à l'écartement étroit de 762 mm qui a fonctionné sur l'île de Chypre entre 1905 et 1951.

## Histoire

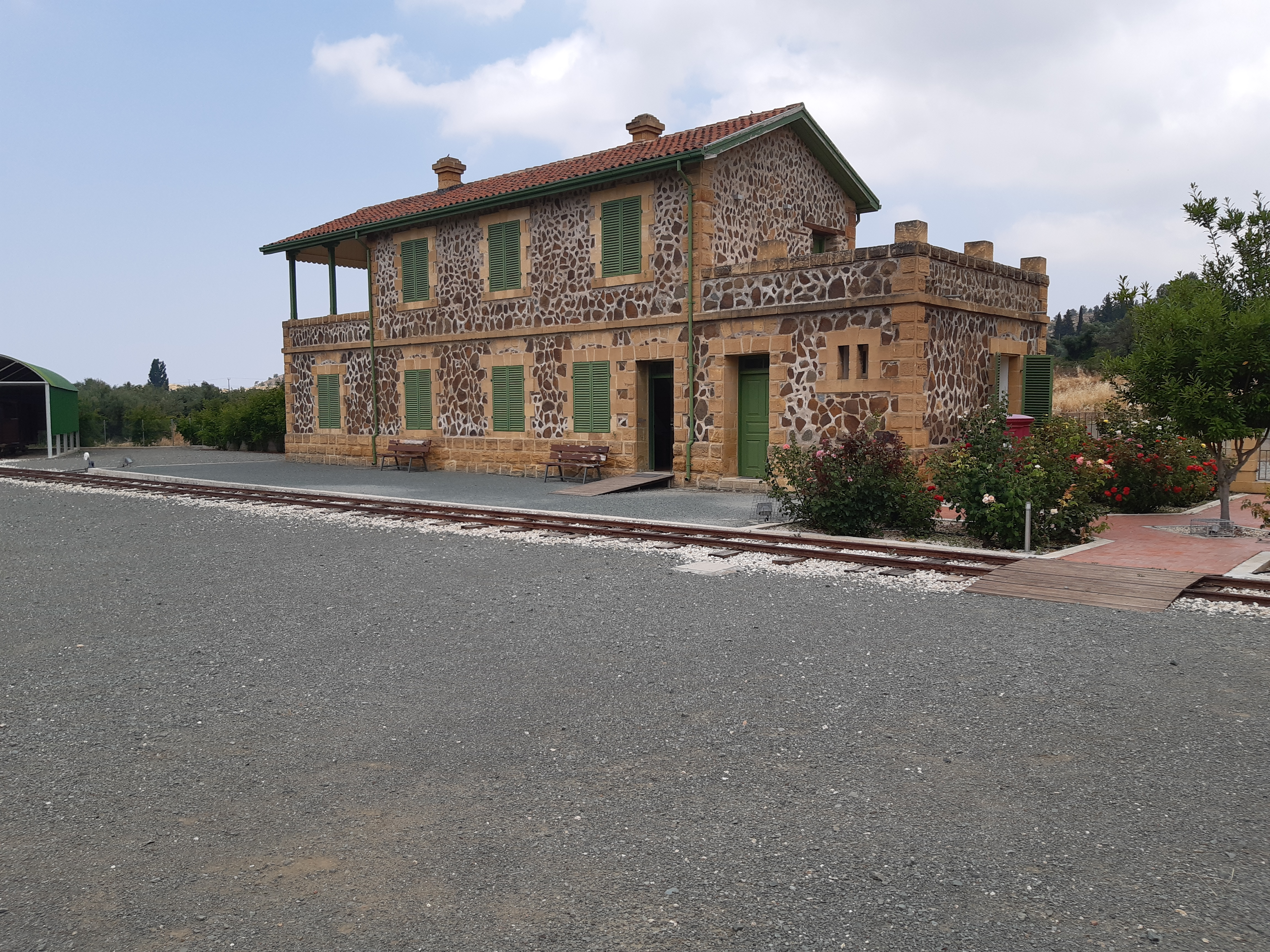
L'ancienne gare d', devenue musée ferroviaire

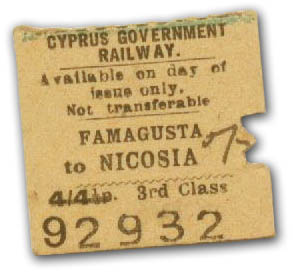
Un billet de Famagouste à Nicosie.

Construit par les autorités britanniques durant la colonisation de Chypre, le chemin de fer était long de 122 km et comportait un total de 39 stations. Il reliait le port de Famagouste au village d'Evrychou (en) en passant par la capitale de l'île, Nicosie. Financièrement déficitaire, il est définitivement fermé au trafic de passagers en décembre 1951. Un embranchement minier demeure néanmoins en service jusqu'en 1974, date à laquelle l'île est envahie par la Turquie.